# Y en eso llegó Fidel
Y en eso llegó Fidel es una canción del compositor cubano Carlos Puebla compuesta tras el triunfo de la Revolución cubana en honor a su líder Fidel Castro.

## Temática
Carlos Puebla ha sido denominado el "trovador de la revolución cubana". Sus letras son cantos favorables al socialismo identificándolo con un "ideal patrio". En esta letra ensalza la figura de Fidel Castro. En ningún momento habla personalmente de él, no hay descripción física ni psíquica. En su lugar, la loa viene determinada por la repetida comparación con el régimen anterior de Fulgencio Batista.

## Estructura métrica
La canción se estructura en cuatro estrofas formadas por dos redondillas octosílabas (abba) cada una, en los que el primer verso de ambas se repite en cada estrofa. La rima es asonante en unas, consonante en otras. El estribillo son dos versos irregulares-eneasílabo y endecasílabo. Este tipo de versificación es común en el autor.